# Ernst Rotmund
Ernst Rotmund, né le 26 novembre 1886 à Thorn, mort le 2 mars 1955 à Munich, est un acteur allemand.

## Biographie
Rotmund joue dès 1904 au Deutsches Theater de Berlin. Il joue dans d'autres théâtres berlinois jusqu'en 1944, ainsi qu'au Schauspielhaus Düsseldorf et au Neues Schauspielhaus Königsberg.
Au cinéma, il joue surtout dans les années 1930 et 1940, des rôles de figurant. Durant le régime nazi, il accepte la politique du pouvoir et joue dans les films de propagande. Néanmoins il est arrêté en 1935 pour non-respect du paragraphe 175 et fait un court séjour au camp de concentration de Lichtenburg. En 1943 et 1944, il est présent au Kabarett der Komiker. Après la guerre, il continue à jouer au cinéma et au Kammerspiele de Munich.

## Filmographie partielle
- 1920 : Der König von Paris
- 1920 : L'Alcade de Zalamea (de)
- 1922 : Aus den Erinnerungen eines Frauenarztes
- 1922 : Wenn die Maske fällt
- 1923 : Ein Weib, ein Tier, ein Diamant
- 1927 : Der alte Fritz – 2. Ausklang
- 1928 : Schinderhannes
- 1929 : Sainte-Hélène (Napoleon auf St. Helena) de Lupu Pick
- 1933 : Es gibt nur eine Liebe
- 1933 : Le Jeune Hitlérien Quex de Hans Steinhoff
- 1934 : Aufforderung zum Tanz
- 1934 : Die Finanzen des Großherzogs
- 1934 : Lockvogel
- 1934 : Ein Mann will nach Deutschland de Paul Wegener
- 1934 : Nur nicht weich werden, Susanne! de Arzén von Cserépy
- 1934 : Ich kenn' dich nicht und liebe dich
- 1934 : Die Insel
- 1934 : Mutter und Kind
- 1935 : Der Ammenkönig
- 1935 : Barcarole
- 1935 : Der Mann mit der Pranke
- 1935 : Der rote Reiter
- 1935 : Sie und die Drei
- 1935 : Varieté
- 1935 : Anschlag auf Schweda
- 1935 : Knockout – Ein junges Mädchen, ein junger Mann
- 1936 : Auf eigene Faust
- 1936 : August der Starke de Paul Wegener :
- 1936 : Ave Maria de Johannes Riemann
- 1936 : Moral
- 1936 : Mädchenjahre einer Königin d'Erich Engel
- 1936 : Ein Mädel vom Ballett
- 1936 : Eskapade
- 1936 : Heißes Blut
- 1936 : Ein Hochzeitstraum
- 1936 : Unter heißem Himmel
- 1936 : Intermezzo
- 1937 : Der Hund von Baskerville de Carl Lamac
- 1937 : La Habanera de Detlef Sierck (Douglas Sirk)
- 1937 : Streit um den Knaben Jo
- 1937 : Tango Notturno
- 1937 : Un ennemi du peuple
- 1937 : Gabriele: eins, zwei, drei
- 1937 : Vor Liebe wird gewarnt
- 1938 : Gauner im Frack
- 1938 : Marajo, la lutte sans merci
- 1938 : Musketier Meier III
- 1938 : Schatten über St. Pauli
- 1938 : Skandal um den Hahn
- 1938 : Unsere kleine Frau
- 1938 : Sans laisser de traces (Verwehte Spuren) de Veit Harlan
- 1939 : Kennwort Machin
- 1939 : Kongo-Express
- 1939 : Zentrale Rio
- 1939 : Eine Frau wie Du
- 1939 : Hallo Janine
- 1939 : Drame à Canitoga (de)
- 1939 : Wir tanzen um die Welt de Karl Anton
- 1940 : Les Rothschilds d'Erich Waschneck
- 1940 : Zwielicht
- 1940 : Zwischen Hamburg und Haiti
- 1940 : L'École des amoureux
- 1941 : Leichte Muse
- 1941 : Pedro soll hängen
- 1941 : Die schwedische Nachtigall
- 1941 : Le Chemin de la liberté (Der Weg ins Freie) de Rolf Hansen
- 1941 : En selle pour l'Allemagne (...reitet für Deutschland) d'Arthur Maria Rabenalt
- 1941 : Der Strom
- 1942 : Die Entlassung
- 1942 : Hochzeit auf Bärenhof
- 1942 : Meine Frau Teresa
- 1942 : Rembrandt
- 1942 : Stimme des Herzens
- 1942 : Viel Lärm um Nixi
- 1942 : Andreas Schlüter de Herbert Maisch
- 1942 : L'Implacable Destin
- 1943 : Ich vertraue Dir meine Frau an de Kurt Hoffmann
- 1943 : Le Foyer perdu (Damals) de Rolf Hansen.
- 1943 : Lumière dans la nuit (de)
- 1945 : Shiva und die Galgenblume
- 1945 : Die Schenke zur ewigen Liebe d'Alfred Weidenmann
- 1948 : Straßenbekanntschaft
- 1949 : Tragödie einer Leidenschaft de Kurt Meisel
- 1949 : Mordprozeß Dr. Jordan
- 1950 : Aufruhr im Paradies
- 1950 : Skandal in der Botschaft
- 1951 : Terre de violence
- 1951 : Drei Kavaliere
- 1951 : Schatten über Neapel
- 1953 : Zwerg Nase de Francesco Stefani (de)
- 1953 : Jonny rettet Nebrador
- 1953 : Die Nacht ohne Moral
- 1953 : Ave Maria d'Alfred Braun